# セクストゥス・フリウス
セクストゥス・フリウス（ラテン語: Sextus Furius）、またはフリウス・メドゥッリヌスまたはフリウス・ルフスまたはフリウス・メドゥッリヌス・フフスは共和政ローマ初期の政治家・軍人。紀元前488年に執政官（コンスル）を務めた。

## 出自
パトリキ（貴族）であるフリウス氏族の出身。氏族としては最初の執政官となった人物である。フリウス氏族はローマで最も古いパトリキの一つであり、共和政時代全期間を通じて、高官を輩出している。墓標の碑文から、フリウス氏族はトゥスクルム（en）の出身と思われる。コグノーメン（第三名、家族名）はリウィウスもディオニュシオスも記しておらず、紀元前488年の執政官を354年の年表ではルティルスとウィゲッリウス(二度目)、467年に作成されたConsularia Constantinopolitanaではナウティウスとルフスとしており、その他にメドゥッリヌス、フススまたはメドゥッリヌス・フススとされる場合もあって確かではない。

## 経歴
紀元前488年に執政官に就任。同僚執政官はスプリウス・ナウティウス・ルティルスであった。この年に、ローマを追放されていたガイウス・マルキウス・コリオラヌスがウォルスキ軍を率いてローマに侵攻し、ローマを包囲している。市民はルティルスとルフスにコリオラヌスと交渉するように要請した。交渉使節の中には、過去に執政官を務めたマルクス・ミヌキウス・アウグリヌス、ポストゥムス・コミニウス・アウルンクス、スプリウス・ラルキウス・ルフス、プブリウス・ピナリウス・マメルキヌス・ルフス、およびクィントゥス・スルピキウス・カメリヌス・コルヌトゥスが含まれていた。コリオラヌスは当初交渉を拒否したが、最終的には妻と母に説得されて撤退した。このため、フリウスはウォルスキに対して襲撃部隊を派遣することができた。

## 参考資料
- ハリカルナッソスのディオニュシオス『ローマ古代誌』
- ティトゥス・リウィウス『ローマ建国史』
- T. Robert S. Broughton, The Magistrates of the Roman Republic: Volume I, 509 BC - 100 BC , New York, The American Philological Association,